# Schist Peak
Der Schist Peak ist ein 1650 m hoher Berg im ostantarktischen Viktorialand. Er ragt in der Saint Johns Range an der Wasserscheide zwischen dem Willis-Gletscher und dem Packard-Gletscher auf.
Teilnehmer einer von 1959 bis 1960 dauernden Kampagne im Rahmen der neuseeländischen Victoria University’s Antarctic Expeditions benannten ihn nach der englischen Bezeichnung für den Glimmerschiefer, aus dem der Berg besteht.